# Prvenstvo Hrvatske u vaterpolu 2010./11.
Prvenstvo Hrvatske u vaterpolu 2010./11. se kao i prethodne sezone odigravalo nakon završetka Jadranske liga. Četiri ekipe koje su ostvarile najbolji plasman u Jadranskoj ligi sudjelovale su u doigravanju za pobjednika prvenstva Hrvatske u vaterpolu.
Jug, Mladost, Primorje i Mornar ušli su u poluzavršnicu i odigravanje utakmica za prvaka. Pobjednik Hrvatske vaterpolo lige u sezoni 2010/11. bio je vaterpolski klub Jug.

## Tijek prvenstva

### Doigravanje za prvaka

#### Poluzavršnica
Jug - Mornar 14 : 4

Primorje - Mladost 15 : 16
Mornar - Jug 8 : 19

Mladost - Primorje 5 : 7
Primorje - Mladost 8 : 7

#### Završnica
Nakon što su bili bolji u dva odnosno tri susreta plasman u završnicu osigurali su Jug i Primorje. Nakon četiri odigrane utakmice VK Jug je bio bolji ukupnim rezultatom 3:1. Za plasman na treće mjesto, između poraženih u poluzavršnici, odigrale su se dvije utakmice. Nakon odigranih utakmica Mladost je bila uspješnija od Mornara ukupnim rezultatom 2:0 te je osvojila treće mjesto i mogućnost kvalifikacija za sudjelovanje u vaterpolskoj Euroligi u sezoni 2011./12., dok je Mornar izborio nastup u vaterpolskom LEN kupu.

##### Za prvo mjesto
1. utakmica: Jug - Primorje 10 : 8

2. utakmica: Primorje - Jug 11 : 10

3. utakmica: Jug - Primorje 11 : 8

4. utakmica: Primorje - Jug 8 : 9 

##### Za treće mjesto
1. utakmica: Mladost - Mornar 7 : 5

2. utakmica: Mornar - Mladost 8 : 13

### Za plasman

#### Poluzavršnica
Medveščak - OVK POŠK 10 : 8 

Jadran - Šibenik 13 : 8
OVK POŠK - Medveščak 

Šibenik - Jadran 17 : 8
Medveščak - OVK POŠK 15 : 8 

Jadran - Šibenik 10 : 9

##### Za peto mjesto
1. utakmica Medveščak - Jadran 11 : 4

2. utakmica Jadran - Medveščak 2 - 7

##### Za sedmo mjesto
1. utakmica Šibenik - OVK POŠK 17 : 10

2. utakmica OVK POŠK - Šibenik 11 - 12

## Konačna ljestvica
1. Jug
2. Primorje
3. Mladost
4. Mornar
5. Medveščak
6. Jadran
7. Šibenik
8. OVK POŠK

## Poveznice
- Jadranska liga 2010./11.
- 1.B HVL 2011.
- 2. HVL 2011.
- 3. HVL 2011.